# Георги Каназирски (химик)
Георги Александров Каназирски е български химик, преподавател и политик, 43-и кмет на Бургас в периода 26 юли 1923 – 16 май 1931 година.

## Биография
Роден е на 23 април 1887 г. в Бургас. Завършва реалният отдел на Русенската мъжка гимназия през 1904 г. През 1908 г. завършва химия в Лайпциг при Артур Ханч и Вилхелм Оствалд. Доктор от Лайпцигския университет. От 26 април 1910 до 20 ноември 1919 г. е асистент по органична химия във Физико-математическия факултет на Софийския университет. Сред основателите е на библиотеката на Химическия факултет. Работи в областта на химичния синтез и пръв организира лабораторни упражнения по физикохимия. След Първата световна война напуска университета и започва стопанска дейност. Фамилията на Георги Каназирски започва производството на сапун. Основава организацията „Хранизнос“, на която е и директор. Директор е на Външнотърговския експортен институт. От 1922 г. е общински съветник в Бургас. Първоначално е избран за председател на тричленната комисия (1923), а от 1925 е кмет. В периода 26 юли 1923 – 16 май 1931 г. е кмет на Бургас. Депутат е в XXIII ОНС. След края на мандата е директор на Дирекцията за закупуване и износ на храни. Между януари 1936 и 1937 е директор на Експортния институт. Почива на 17 юли 1939 г. в София.

## Научни трудове
- Über verschieden farbige Salze aus Nitrobenzoldoximen, Nitrodiazonydraten und Nitrosäuren. (Дисертация)[2]
- „Изследвания върху производните на аминогуанидина“[5]
- „Метокси- и етоксиацетонитрили (CH3, OCH2CNC2H5OCH2CN) като ебулиоскопически йонизиращи разтворители“[6]